# André de Bellemontre
André de Bellemontre (ou André Bellemontre), né le 30 mars 1744 à Seurre (Côte-d'Or), mort après le 10 décembre 1800, est un général de brigade de la Révolution française.

## États de service
André de Bellemontre est natif de Seurre en Bourgogne. Son père, Louis Bellemontre est procureur dans cette ville et sa mère se nomme Barbe Bossut. Il entre en service le 9 mars 1766, dans l’artillerie, au régiment d'Auxonne. Il est nommé lieutenant le 7 juillet 1779. Il sert dans l'expédition de Genève en 1782.
Aux débuts de la révolution, il se retrouve à l'affaire de Nancy dans l'artillerie du marquis de Bouillé,. Il devient capitaine le 18 mai 1792,,.
Le 11 octobre 1793, il est chef d’état-major à l’armée du Nord,, il est nommé chef de bataillon le 19 octobre, et chef de brigade le 25 octobre 1793, au 3e régiment d’artillerie à pied. Le 20 décembre 1793, il est commandant en second de l’artillerie des armées réunies du Nord et des Ardennes sous le général Eblé,,.
Il est promu général de brigade le 10 mai 1794 et reste à l'armée du Nord sous Eblé,,. Il y remplace le général Songis à la tête du parc d'artillerie. Son état physique fait dire au général Eblé qu'il« est si cassé, qu'à peine il peut faire deux lieues à cheval »(29 septembre 1794). Il est nommé commandant de la ville et du château de Dieppe en mai 1795. Il commande ensuite la place de Belle-Isle-en-Mer le 26 juin 1795 et le 22 août suivant, il prend le commandement de la place de Dunkerque.
Il est réformé le 1er novembre 1796 puis admis à la retraite le 10 décembre 1800 alors qu'il se trouve à Metz,,.

## Sources
- Jean-François Eugène Robinet, Adolphe Robert et J. Le Chaplain, « Bellemontre (André) », dans Dictionnaire historique et biographique de la révolution et de l'empire, 1789-1815, volume 2, Paris, Librairie Historique de la révolution et de l’empire, 1898, 900 p. (lire en ligne), p. 147-148.
- Côte S.H.A.T.: 8 YD 499
- Georges Six (préf. commandant André Lasseray), « Bellemontre (André de) », dans Dictionnaire biographique des généraux et amiraux français de la Révolution et de l'Empire : 1792-1814, vol. 1, Paris, Georges Saffroy, 1934, 614 p., p. 77
- Louis Jouan, « (2) Bellemontre (André de) », dans La Campagne de 1794-1795 dans les Pays-Bas, vol. I. La Conquête de la Belgique (mai-juillet 1794), Paris, 1915 (lire en ligne), p. 41 — Cette notice biographique place par erreur la naissance du général Bellemontre à Senne (Yonne) au lieu de Seurre (Côte d'Or)